# Joakim Ingelsson
Joakim Ingelsson (* 1963) ist ein ehemaliger schwedischer Orientierungsläufer.
1988 gewann Ingelsson die Silbermedaille bei den Nordischen Meisterschaften auf der Langdistanz hinter dem Schweden Jörgen Mårtensson. In der Staffel gewann er mit Niklas Löwegren, Michael Wehlin und Mårtensson die Goldmedaille. Weitere Medaillen mit der Staffel bei Nordischen Meisterschaften gewann er 1986 und 1990 (Silber) und 1992 (Bronze). Sein größter Erfolg war wohl der Gewinn des Gesamtweltcups 1992.
1988 (auf der Langdistanz), 1991 (auf der Mitteldistanz) und 1993 (im Nacht-OL) wurde Ingelsson schwedischer Einzelmeister. 1984, 1988 und 1991 gewann er die Meisterschaft mit der Staffel von Ockelbo OK.
2009 wurde bekannt, dass Ingelsson Mitglied im Trainerstab der schwedischen Nationalmannschaft wird.

## Platzierungen
| Gesamt-Weltcup | Gesamt-Weltcup |
| -------------- | -------------- |
| 1986           | 10.            |
| 1988           | 10.            |
| 1992           | 1.             |
| 1994           | 36.            |